# Multishow ao Vivo: Kid Abelha - 30 Anos
Multishow Ao Vivo 30 anos é o quinto e último álbum ao vivo da banda brasileira Kid Abelha, lançado em outubro de 2012 em CD e DVD.

## Desenvolvimento
Gravado no Citibank Hall, no Rio de Janeiro,  no dia 28 de abril de 2012, o projeto tem direção geral de Jodele Larcher e produção musical de Nilo Romero. Antes do CD e DVD chegarem às lojas, o Multishow exibiu com exclusividade o especial “Multishow Ao Vivo Kid Abelha 30 Anos” dia 19 de agosto (domingo), às 22h. Já no dia 20/08, às 22h, os fãs puderam assistir ao show na íntegra no Multishow HD. Além do show completo com 21 músicas, o DVD e o Blu-Ray contam ainda com um vídeo de 25 minutos dirigido por Jodele Larcher. Para contar a história de três décadas, o diretor teve como fio condutor o depoimento dos Kids, Paula, Bruno e George, além de artistas e profissionais como: Herbert Vianna, Deborah Colker, Liminha, Maria Juçá, DJ Memê, André Midani, Flávio Colker, Yamê Reis e Paulo Junqueiro.
A única música inédita do repertório foi "Caso de Verão (O Amorzinho)", embora a banda tivesse gravado em estúdio outras duas que não foram inclusas: "Glitter de Principiante", lançada como single avulso em 2011, e "Veio do Tempo", interpretada durante toda a turnê, porém não registrada no DVD.

## Lista de faixas

### CD
| N.º | Título                                                                         | Compositor(es)                                           | Duração |  |
| 1.  | "No Seu Lugar"                                                                 | Paula Toller, Lui Farias, George Israel                  | 3:43    |  |
| 2.  | "Nada Tanto Assim"                                                             | Leoni, Bruno Fortunato                                   | 3:25    |  |
| 3.  | "Educação Sentimental II"                                                      | Leoni, Paula Toller, Herbert Vianna                      | 4:25    |  |
| 4.  | "Porque Eu Não Desisto de Você"                                                | Paula Toller, George Israel                              | 3:28    |  |
| 5.  | "Dizer Não É dizer Sim"                                                        | Paula Toller, George Israel                              | 3:17    |  |
| 6.  | "Todo Meu Ouro"                                                                | Paula Toller, Lui Farias, Bruno Fortunato, George Israel | 3:48    |  |
| 7.  | "Amanhã é 23"                                                                  | Paula Toller, George Israel                              | 5:51    |  |
| 8.  | "Em Noventa e Dois"                                                            | Paula Toller, George Israel                              | 3:37    |  |
| 9.  | "Garotos / Louras Geladas"                                                     | Paula Toller, Leoni / Paulo Ricardo, Luiz Schiavon       | 4:12    |  |
| 10. | "Grand' Hotel"                                                                 | Paula Toller, Lui Farias, George Israel                  | 3:43    |  |
| 11. | "Nada Sei (Apnéia)"                                                            | Paula Toller, George Israel                              | 3:11    |  |
| 12. | "Seu Espião"                                                                   | Leoni, Paula Toller, Herbert Vianna                      | 3:28    |  |
| 13. | "Eu Tive um Sonho"                                                             | Paula Toller, George Israel                              | 3:18    |  |
| 14. | "Alice (Não Me Escreva Aquela Carta de Amor)"                                  | Leoni, Paula Toller, Bruno Fortunato                     | 2:23    |  |
| 15. | "Fixação" (Part. Marcelinho da Lua)                                            | Beni Borja, Leoni, Paula Toller                          | 5:05    |  |
| 16. | "Te Amo pra Sempre" (Part. Marcelinho da Lua)                                  | Paula Toller, George Israel                              | 2:41    |  |
| 17. | "Como Eu Quero"                                                                | Leoni, Paula Toller                                      | 4:46    |  |
| 18. | "Pintura Íntima" (Part. Ivo Meirelles e Grupo Surdo Um) (Bateria da Mangueira) | Leoni, Paula Toller                                      | 6:14    |  |
| 19. | "Caso de Verão (O Amorzinho)" (Versão Estúdio)                                 | Paula Toller, George Israel                              | 4:12    |  |

### DVD/Blu-Ray
| Lista de faixas |                                                                                |                                                          |         |  |
| N.º             | Título                                                                         | Compositor(es)                                           | Duração |  |
| 1.              | "Introdução"                                                                   |                                                          |         |  |
| 2.              | "No Seu Lugar"                                                                 | Paula Toller, Lui Farias, George Israel                  |         |  |
| 3.              | "Nada Tanto Assim"                                                             | Leoni, Bruno Fortunato                                   |         |  |
| 4.              | "Educação Sentimental II"                                                      | Leoni, Paula Toller, Herbert Vianna                      |         |  |
| 5.              | "Porque Eu Não Desisto de Você"                                                | Paula Toller, George Israel                              |         |  |
| 6.              | "Na Rua, Na Chuva, Na Fazenda"                                                 | Hyldon                                                   |         |  |
| 7.              | "Dizer Não É dizer Sim"                                                        | Paula Toller, George Israel                              |         |  |
| 8.              | "Todo Meu Ouro"                                                                | Paula Toller, Lui Farias, Bruno Fortunato, George Israel |         |  |
| 9.              | "Amanhã é 23"                                                                  | Paula Toller, George Israel                              |         |  |
| 10.             | "Em Noventa e Dois"                                                            | Paula Toller, George Israel                              |         |  |
| 11.             | "Garotos / Louras Geladas"                                                     | Paula Toller, Leoni) / Paulo Ricardo, Luiz Schiavon      |         |  |
| 12.             | "Grand' Hotel"                                                                 | Paula Toller, Lui Farias, George Israel)                 |         |  |
| 13.             | "Nada Sei (Apnéia)"                                                            | Paula Toller, George Israel                              |         |  |
| 14.             | "Seu Espião"                                                                   | Leoni, Paula Toller, Herbert Vianna                      |         |  |
| 15.             | "Tudo de Nós"                                                                  | Paula Toller, George Israel                              |         |  |
| 16.             | "Lágrimas e Chuva"                                                             | Leoni, Bruno Fortunato, George Israel                    |         |  |
| 17.             | "Eu Tive um Sonho"                                                             | Paula Toller, George Israel                              |         |  |
| 18.             | "Alice (Não Me Escreva Aquela Carta de Amor)"                                  | Leoni, Paula Toller, Bruno Fortunato                     |         |  |
| 19.             | "Fixação" (Part. Marcelinho da Lua)                                            | Beni Borja, Leoni, Paula Toller                          |         |  |
| 20.             | "Te Amo Pra Sempre" (Part. Marcelinho da Lua)                                  | Paula Toller, George Israel                              |         |  |
| 21.             | "Caso de Verão (O Amorzinho)"                                                  | Paula Toller, George Israel                              |         |  |
| 22.             | "Como Eu Quero"                                                                | Leoni, Paula Toller                                      |         |  |
| 23.             | "Pintura Íntima" (Part. Ivo Meirelles e Grupo Surdo Um) (Bateria da Mangueira) | Leoni, Paula Toller                                      |         |  |
| 24.             | "Extra"                                                                        |                                                          |         |  |

## Recepção da crítica
O texto da jornalista Mônica Waldvogel faz parte da abertura do show Kid Abelha 30 Anos e, também faz parte do conteúdo do DVD e do Blu-Ray.
"Trinta anos não acontecem assim, da noite para o dia. Mas acontecem, sim. Conte onze mil dias e multiplique por vinte e quatro horas vezes sessenta minutos e é uma vida inteira, um bom pedaço dela, o melhor de todos. Faça um marco e comece as contas. Escolha um ponto. Esse aí, quando a música do rádio pegou a gente distraída e uma voz, uma batida, um refrão entrou na vida da gente para sempre. Faça outro marco no dia em que viu a dona da voz. Aquele louro, aquele rosto, aquele azul - e faz de conta que a vida então começou.
Quantos contos de mil e uma noites embalaram você no suspense do seu quarto? Pois é, trinta anos depois amores se foram, vieram outros. E também grandes batalhas, espaços abertos, bandeiras fincadas, terreno perdido, território conquistado. Tanta gente vindo junto com suas lutas de cada dia, uma geração, os filhos dela. A mesma língua, a mesma escala, as mesmas notas que cantamos enquanto espelhos mostram o mesmo branco, o mesmo cinza, os mesmos anos.
Trinta, ao todo, foram passando. E ela lá, aquele louro, aquele azul, aquele tom. Nunca nada muda  - para nosso conforto e para nossa delícia, para o futuro das nossas velhas fantasias. Abelha entre kids, abóboras para nós, selvagens devoradores de mitos. Esses que salvam nosso mundo particular com as tramas do sucesso em que nos enredamos, conquistados, durante trinta anos. Nesse canto, nesse tema, nesse louro.
Mas...deixe as contas que no fim das contas, é ver se entende a minha pressa. Minha distração. Minha fixação. A hora é essa. A cada madrugada, a virada que aprendemos a fazer porque nos foi dado viver ao mesmo tempo, nesse tempo, nessa era. Trinta anos."

## Formação
- Paula Toller: Voz
- George Israel: Saxofone, Violão, Bandolim, voz e vocal
- Bruno Fortunato: Guitarras

### Banda
- Adal Fonseca – Bateria
- Fernando Aranha – Guitarras, violão, violão de 12  e vocal
- Gê Fonseca – Teclados e vocal
- Jeferson Victor – Trompete
- Marlon Sette - Trombone
- Marcelo Granja – Baixo

### Participações especiais
- Marcelinho da Lua: Fixação e Te Amo pra Sempre
- Ivo Meirelles e Grupo Surdo Um (Bateria da Mangueira): Pintura Íntima